# La Légende du dragon
Série
La Légende de Viy
(2014)
Pour plus de détails, voir Fiche technique et Distribution.
The Mystery of the Dragon Seal : La Légende du dragon (en russe : Тайна Печати Дракона) ou Le masque de fer au Québec est un film sino-russe réalisé par Oleg Steptchenko, sorti en 2019. Il est la suite du film La Légende de Viy, librement adaptée de la nouvelle Vij de Nicolas Gogol.

## Synopsis
Après les événements survenus dans La Légende de Viy, le cartographe Jonathan Green se rend en Chine avec le jeune Cheng Lan pour y affronter une sorcière qui tient un village sous sa coupe. Dans le même temps, le tsar Pierre le Grand qui est retenu prisonnier dans la même cellule que le père de Chen dans la Tour de Londres réussit à s'évader avec l'aide de Miss Dudley, la femme de Jonathan Green.

## Fiche technique
Sauf indication contraire, les informations mentionnées dans cette section peuvent être confirmées par la base de données cinématographiques IMDb,  présente dans la section « Liens externes ».
- Titre original russe : Тайна Печати Дракона, Tayna Pechati drakona
- Titre chinois : 龙牌之谜, Long pai zhi mi
- Titre français :The Mystery of the Dragon Seal : La Légende du dragon
- Titre québécois : Le Masque de fer
- Réalisation : Oleg Steptchenko
- Scénario : Dmitry Paltsev, Alexey A. Petrukhin et Oleg Steptchenko
- Photographie : Ivan Gudkov et Ng Man-Ching
- Montage : Arseny Syuhin et Petr Zelenov
- Musique : Aleksandra Maghakyan
- Pays d'origine : Russie, Chine
- Format : Couleurs - 35 mm
- Genre : aventure, fantastique
- Date de sortie : 
  -  Chine : 16 août 2019
  -  Russie : 12 septembre 2019
  -  France : 1er avril 2020 (VOD) et le 8 juillet 2020 (DVD et Blu-ray) sous le titre The Mystery of the Dragon Seal

## Distribution
- Jason Flemyng (VF : Philippe Vincent) : Jonathan Green
- Helen Yao (VF : Emmylou Homs) : Cheng Lan
- Jackie Chan (VF : William Coryn ; VQ : Yann Pichon) : le maître
- Arnold Schwarzenegger (VF : Daniel Beretta ; VQ : Antoine Tomé) : James Hook
- Anna Tchourina (VF : Marie Nonnenmacher) : Miss Dudley
- Yuri Kolokolnikov (VF : Boris Rehlinger) : le tsar Pierre le Grand
- Rutger Hauer (VF : Féodor Atkine) : l'ambassadeur
- Li Ma (VF : Fily Keita) : la sorcière
- Charles Dance (VF : Philippe Catoire) : Lord Dudley
- Martin Klebba : le capitaine
- Pavel Volya : Menshikov
- Christopher Fairbank : Grey
- Yu Li : Trésorier
- Mengmeng Li : Li Hong
- Igor Zhizhikin : Cossak
- Igor Kistol : Sirko
- Lance Luu : Zhong Hao
- Mark Luu : Zhong Yi
- Charles Luu : Zhong Zhe
- Anthony Gavard : Prisonnier de la tour de Londres

## Editions en vidéo
Le film sort directement sur le support DVD et Blu-ray en France sous le titre The Mystery of the Dragon Seal (DVD-9 Keep Case) le 8 juillet 2020 édité par AB Vidéo et distribué par Warner Home Vidéo France. Le ratio écran est en 1.85:1 panoramique 16:9. L'audio est en français 5.1 et en russe 5.1 avec présence de sous-titres français.
Daniel Beretta effectue son dernier doublage sur Arnold Schwarzenegger et le dernier de sa carrière. Il prend, par la suite, sa retraite et meurt à Ajaccio, le samedi 23 mars 2024, à l'âge de 77 ans.